# Peter Fülle
Peter Fülle (* 20. dubna 1939) je bývalý slovenský fotbalista, brankář.

## Fotbalová kariéra
V československé lize hrál za ČH/Inter Bratislava. Nastoupil ve 180 ligových utkáních. Za juniorskou reprezentaci nastoupil v 1 utkání a za olympijskou reprezentaci nastoupil v 1 utkání.

## Ligová bilance
| Ročník                                   | Zápasy | Góly | Klub                |
| ---------------------------------------- | ------ | ---- | ------------------- |
| 1. československá fotbalová liga 1961/62 | 17     | 0    | ČH Bratislava       |
| 1. československá fotbalová liga 1962/63 | 19     | 0    | Slovnaft Bratislava |
| 1. československá fotbalová liga 1963/64 | 25     | 0    | Slovnaft Bratislava |
| 1. československá fotbalová liga 1964/65 | 25     | 0    | Slovnaft Bratislava |
| 1. československá fotbalová liga 1965/66 | 25     | 0    | Inter Bratislava    |
| 1. československá fotbalová liga 1966/67 | 25     | 0    | Inter Bratislava    |
| 1. československá fotbalová liga 1967/68 | 15     | 0    | Inter Bratislava    |
| 1. československá fotbalová liga 1968/69 | 12     | 0    | Inter Bratislava    |
| 1. československá fotbalová liga 1969/70 | 17     | 0    | Inter Bratislava    |
| CELKEM                                   | 180    | 0    |                     |